# ABC 스토어

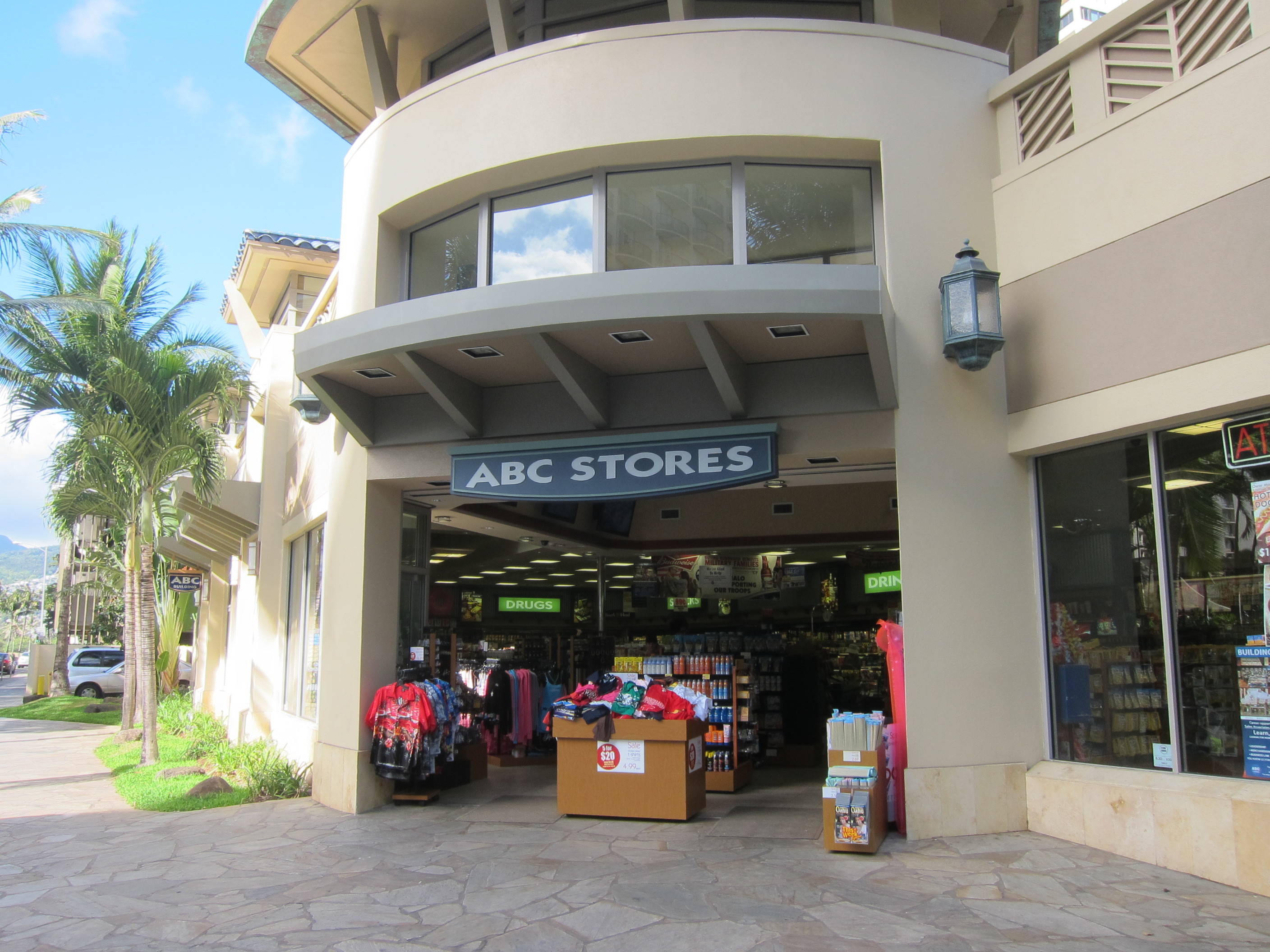
하와이 호놀룰루에 있는 ABC 스토어

ABC 스토어(영어: ABC Stores)는 미국 하와이주에 본사를 둔 편의점 체인이다. 하와이 주에서 최대 편의점 체인으로 전체 73개 점포 중 57개 점포는 하와이에 있다. 회사는 연간 이익 2억 3000만 달러 이상을 창출하고 있으며, 1,500명 이상의 직원이 있으며, 하와이에서 37번째로 큰 회사이다.